# 機械鍵盤
机械键盘是指每个按键都有对应的独立微动开关（Switch，通称“机械轴”或“轴”）安装（通常为焊接，也有使用热插拔（hotswap）设计）在电路板上组成的键盘设计。

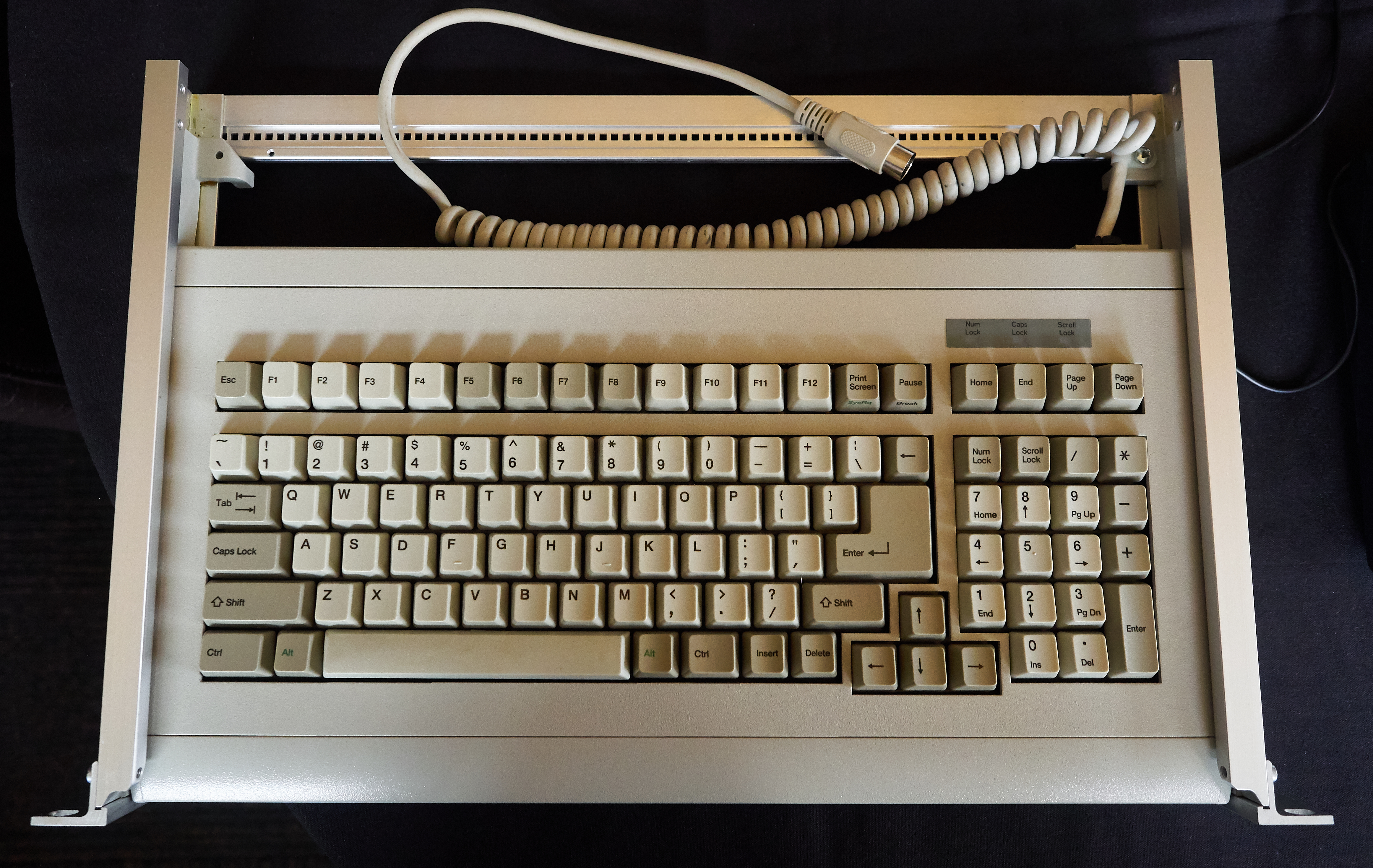
一把经典款式的机械键盘

机械键盘上安装的机械轴按触感可大致分为两大种类：段落轴（或称分段轴；tactile；触发过程具有“段落感”）和线性轴（linear；直上直下），轴体手感差异的产生在于轴体的设计组成不同。

## 键盘构造
最基本的机械键盘由外壳、PCB、定位板、轴体及键帽五大部件构成，基于这些部件的不同组装方式形成了各式的键盘构造。

### 船壳结构
键盘外壳的底板有螺钉孔，螺丝贯穿定位板和PCB固定整个键盘。 PCB和定位板以及外壳共用相同的螺丝位从而拼到一起的构造被称为船壳结构（Tray Mount），船壳作为最常见的结构，所有的配件都是标准化设计，而且工艺简单，造价较低，所以常见于量产机械键盘中。

### Top结构
而将定位板与上壳进行固定，直接让上下壳进行连接的结构被称为Top结构（Top Mount），这种结构的优点在于可以提供更为一致的手感和声音反馈，缺点是采用这种结构的模具较少，因而成本较高。

### 垫片结构
近期较流行的垫片结构（Gasket Mount）的组装方式为让螺丝串起外壳，定位板依靠两块外壳的压力夹在中间，定位板的四周会有垫片，这个垫片作为底壳与顶壳的缓震层存在，此类结构的定位板往往采用更为软弹的材料，如PC材料(塑料)。
之所以使用这种组装方式，在于螺丝只串起外壳，内胆（定位板）没有刚性结构和螺丝支撑，全靠橡胶和上下盖压死在键盘中间。敲击键盘时的力度会非常均匀，而且由于橡胶条固定，上下两个垂直方向都会有缓冲，从而提供更温润的手感。
此种结构因为涉及到多次打样计算公差和橡胶缓冲垫的开模，以及筛选材料硬度，成本较高，过去只有少数几家高端客制化键盘厂家涉及，随着经验积累，采用Gasket结构的键盘成本已控制在普通用户可接受的范围。

## 轴体
轴体通常被认为是机械键盘最重要的零件之一，以不同的按压手感通常分为段落轴和线性轴。

### 段落轴
段落轴是一种按压反馈很足的轴体，当按压键盘时，您可以在按键过程中感觉到明显阻力反馈（按到某个位置会突然感到阻力增大，之后才回复之前的小阻力直到触底），这种感觉被称为“段落感”，由于可以在触发按键时感觉到，这意味着不需要将按键触底即可确定它是否触发——一旦感觉到段落感，就可以进行下一次触发。
段落轴通常又可以细分为有声段落轴和无声段落轴两类。

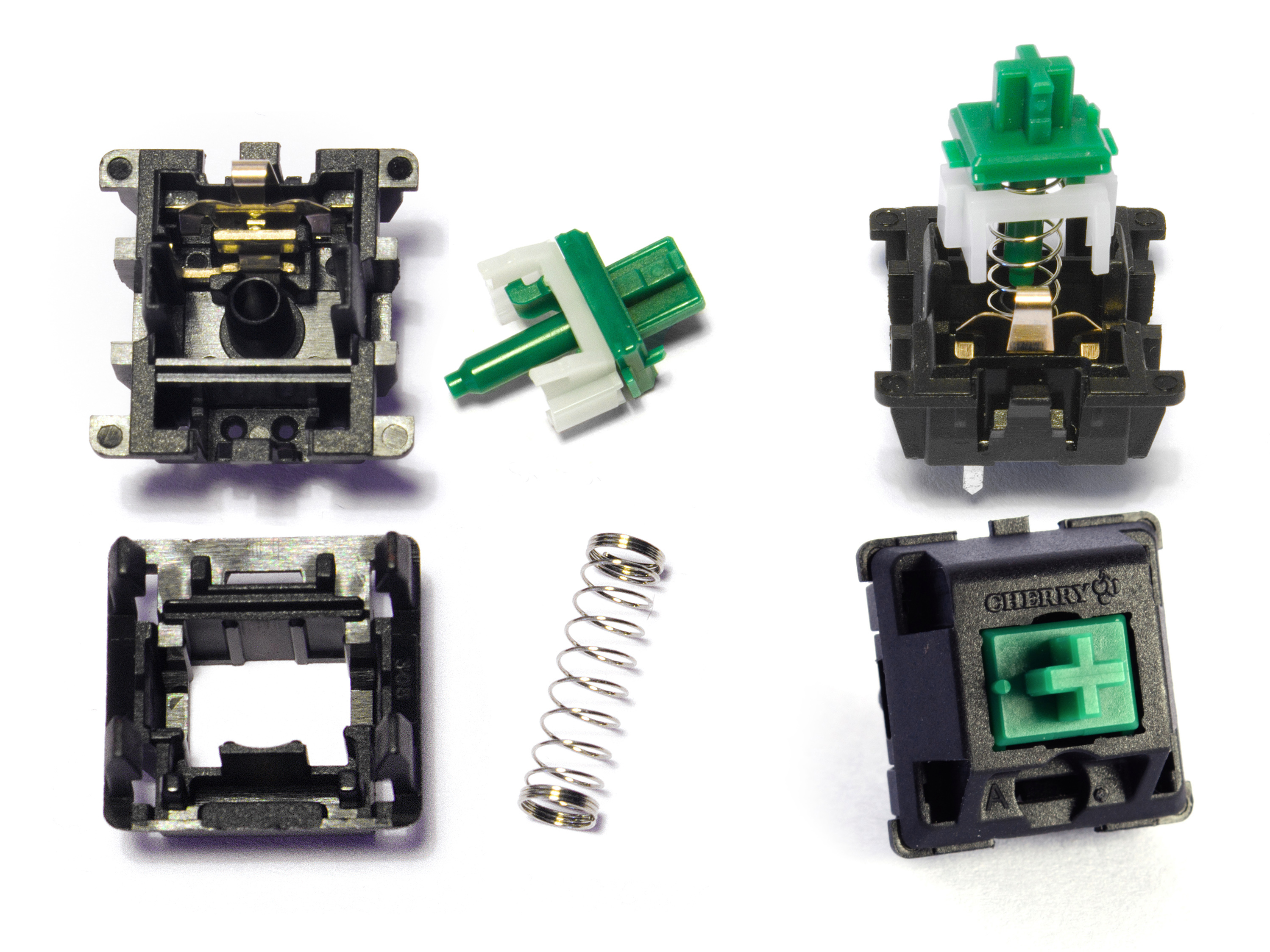
一个有声段落轴（Cherry MX Green）的拆解图片

#### 有声段落轴
有声段落轴（clicky），或称两段式段落轴，它的手感特点是按压时手部感觉明显的压力突增突降，如同有异物存在，同时轴体发出咔嗒的明显响声。最著名的有声段落轴就是樱桃青轴（Cherry MX Blue），因而其他厂家生产的有声段落轴称为类青轴。
以青轴为例，青轴将轴心分成了两个块，在按下与回弹的过程中，下方的轴心块（滑动圈）会随着压力的变化突然下滑或突然上抬。因此，在按下与松解的过程中，都能感觉到明显的段落式手感变化，压力突增又突降，它也因此被一部分玩家称为两段式段落轴。
这类轴体的压力曲线，在按下和回弹的过程中，轴体的两条压力曲线会出现非常明显的差异。按下的压力曲线会有一个非常明显的上升与回落，这是轴心上半部分推送下半部分的滑块，使其突然通过动片凸起部分的表现。在回弹时则正好相反，松开到一定距离，可以观察到一个迅速的压力下降，此时下半滑块被动片的凸起卡住。
樱桃青轴的发声原理是在按下青軸的時候外軸心會迅速向下彈射，撞到內軸心的底部金属片，进而發出聲音。
部分特殊的有声段落轴发声方式与常见的有声段落轴不同，它并不通过按动时两块轴心互相碰撞发声，而是轴心上的小脚拨动置于轴体内部的一根扭簧进行发声。手感的来源也由两部分组成，一部分是拨动拨簧的段落感，一部分是轴心小脚接触滑块的段落感。

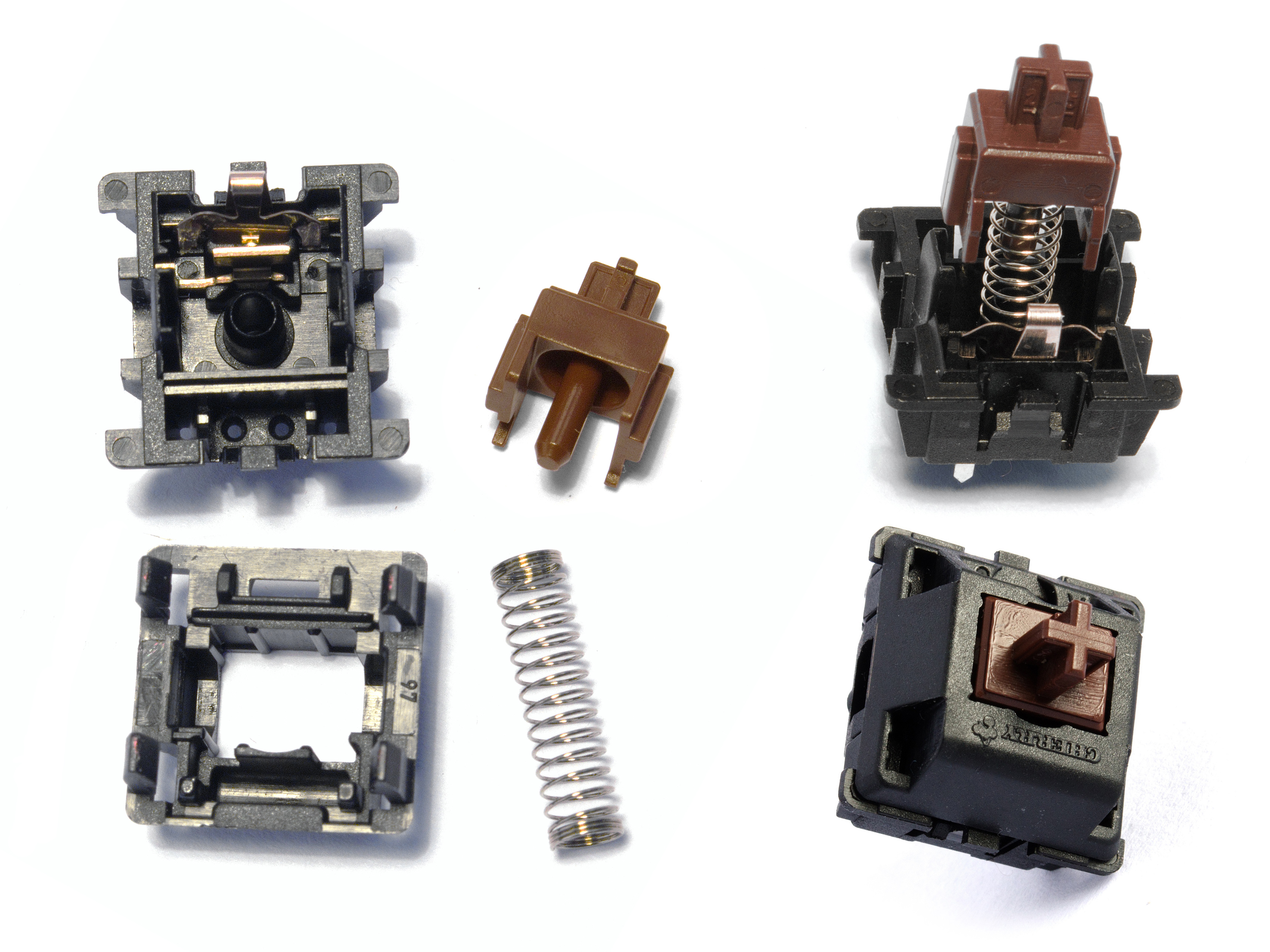
一个无声段落轴（Cherry MX Brown）的拆解图片

#### 无声段落轴
无声段落轴（tactile），或称一段式段落轴、无声段落轴，这类轴体也被称作类茶轴，因为段落轴中最著名的产品就是樱桃茶轴（Cherry MX Brown）。但将此类轴体称为“无声”段落轴是有失偏驳的。因为任何一种段落轴在实际使用时都会发出响声，即使是静音轴，也无法完全抹去轴体摩擦的声音。之所以将其称为无声段落轴，主要是为了与有声段落轴形成对比，二者无论是轴心设计还是段落感的形成方式都有所不同。这类轴体没有特殊的发声设计，因此发出的声音主要是键程中通过凸起时发出的声响，以及轴心触底/触顶、定位板共振产生的响声。当快速打字时，使用者只能在按下时通过压力的突然变化感觉到段落的存在，而回弹过程当中这一段落变得不再显著，因此被一部分玩家称为一段式段落轴。
这类轴体的压力曲线，通常是按下与回复的压力曲线起伏基本一致，二者的形状没有很大差别，而且这些起伏的变化都比较平滑，可以与轴体小脚的位置与高度进行直接的对应。

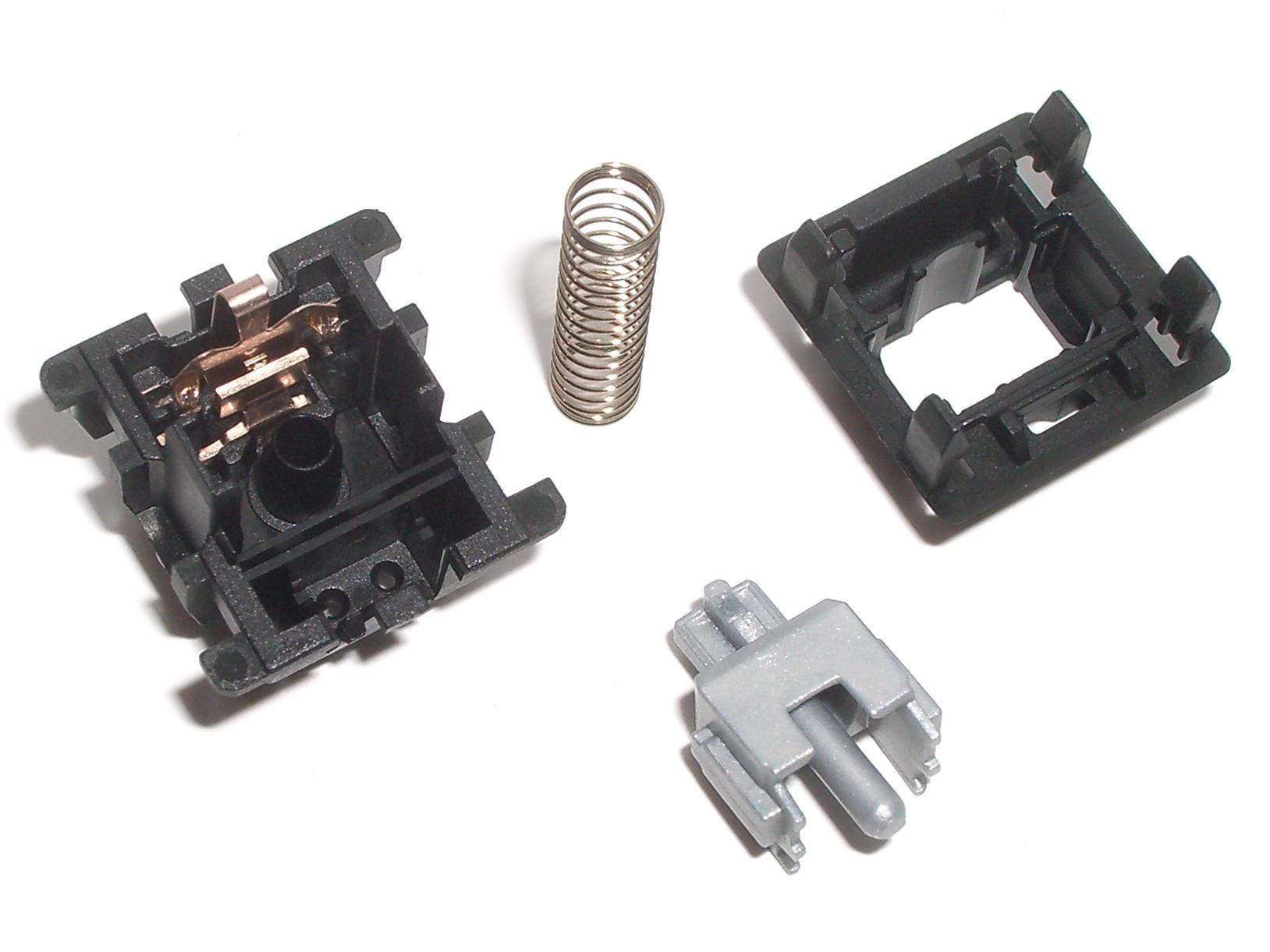
一个线性轴（Cherry MX Speed Silver）的拆解图片

### 线性轴
线性轴（linear）是看起来最为平庸的一类轴体。从开始按下到触底的过程中，压力是均匀上升的，与按键行程成正相关。但正因为它的手感直上直下，没有在按键过程中感觉到的段落感，在使用的过程中出问题的概率也最小。但需要注意的是，使用搭载了线性轴的键盘并不代表完全不会发出声音，因为键盘是一个整体，并不能只看单个轴体的声音状况。尤其是常见的使用了不锈钢定位板的公模机械键盘，击打线性轴的声音也不容忽视。具有代表性的轴体就是樱桃红轴（Cherry MX Red）与樱桃黑轴（Cherry MX Black）。对于一般的出厂状态线性轴来说，二者的手感差异主要在于弹簧的力度大小、长度、匝数等特性。值得一提的是，许多线性轴在结束按键“触底”（击中键盘底部）行程前便可提早触发，此类特性通常被FPS（第一人称射击游戏）玩家认为可以用于帮助完成游戏中的技术性动作（如“急停”）。
此类轴体的压力曲线非常平滑，按下时就是按在弹簧上的手感，回弹时也只是在接触动片之后有一个小段的变化，其余的斜率基本一致。这就是线性轴，按下去就是压力线性增加的过程。

## 发展
机械键盘是在薄膜键盘之前发明，世界上最早使用的键盘型式。随着PC的发明，机械键盘也随之引进做为PC的标准输入设备，其盛行期约在1980至1995年。随着计算机的普及，薄膜键盘的低制造成本使其成为市场主流。后由于部分用户（打字工作者、游戏玩家）追求使用键盘时的手感及机械键盘生产成本（主要原因在于樱桃公司轴体专利过期，大量中国公司推出自研轴体）的下降，机械键盘又逐步盛行。